# Ришар, Жан (историк)
Жан Бартельми Ришар (фр. Jean Barthélemy Richard; 7 февраля 1921[…], Ле-Кремлен-Бисетр — 25 января 2021[…], Дижон) — французский историк-медиевист, специалист по средним векам. Член Академии надписей и изящной словесности. Автор книги «Латино-Иерусалимское королевство» по истории крестовых походов и Иерусалимского королевства.

## Биография
В 1939—1943 годах учился в Национальной школе хартий, получив диплом архивиста-палеографа.
В 1943 году закончил Практическую школу высших исследований.
В 1943—1955 годах работал архивистом в Кот-д’Ор. В 1947 году стал членом Французской школы в Риме. В 1953 году защитил докторскую диссертацию.
В 1955—1980 годах возглавлял кафедру истории Бургундии на Факультете искусств университета Бургундии в Дижоне. В 1955—1988 годах состоял профессором истории, литературы и диалектов Бургундии. В 1968—1971 годах был деканом Факультета искусств.
C 1987 года член (фр. membre libre) Академии надписей и изящной словесности. В 2002 году её президент.
Почётный президент Общества изучения крестовых походов и Латинского Востока (англ. Society for the Study of the Crusades and the Latin East, SSCLE).

## Специализация
Специализировался на истории латинского Востока (крестовые походы, латинские государства Востока, миссии католической церкви на Восток), истории Кипрского королевство (династия Лузиньянов), истории Бургундии (в особенности средневекового герцогства), городской истории, истории Франции (Людовик IX).

## Награды
- Коммандор Ордена Почётного легиона[10]
- Великий офицер ордена «За заслуги»[10]
- Коммандор ордена Академических пальм[10]
- Обладатель премии Брокет-Гонен[англ.] в 1979 году за книгу «История Бургундии» (фр. Histoire de la Bourgogne)[11]
- Обладатель премии Альберика Рошерона[фр.] в 1984 году за книгу «Людовик Святой» (фр. Saint-Louis)[11]